# Червоний надгігант

Порівняння розмірів червоного надгіганта (Антарес) та Сонця. Переривчасте коло позначає розмір орбіти Марса. Також показано менший червоний гігант (Арктур).

Червоний надгігант — це зоря-надгігант (клас світності I) спектрального класу K або M. Вони є найбільшими зірками у всесвіті по об'єму, хоча вони не є наймасивнішими.
Після того, як в ядрі зірки закінчується процес спалення водню, зірки з масою понад 10 мас Сонця стають червоними надгігантами на період стадії спалення гелію. Такі зірки мають дуже низьку температуру поверхні (3500-4500 K) та величезні розміри. Прикладами найбільших червоних надгігантів є V354 Цефея, KY Лебедя та KW Стрільця, які всі мають радіус бл. 1500 разів більший від радіуса Сонця (бл. 7 а.о. або 7 відстаней між Сонцем та Землею). Однак радіус більшості червоних надгігантів все ж між 200 та 800 радіусами Сонця.
Тривалість перебування зірки на стадії червоного надгіганта складає від 10 до 100 мільйонів років, а світність може в 500 000 разів перевищувати світність Сонця.
Деколи червоні надгіганти знаходять у кластерах.
Як і їх менші «родичі» — червоні гіганти та на відміну від зірок, схожих на Сонце, замість того, щоб мати велику кількість малих фотосферних осередків конвекції (Сонячна грануляція), червоні надгіганти мають у фотосфері лише декілька великих осередків конвекції, що і спричиняє зміну яскравості, типову для цих обох типів червоних зірок.

## Найвідоміші червоні надгіганти
- Антарес
- Бетельгейзе
- KY Лебедя
- V354 Цефея
- VX Стрільця
- KW Стрільця
- PZ Кассіопеї
- Мю Цефея
- SN 2020tlf[5]